# Peter Ebere Okpaleke
Peter Ebere Okpaleke (Amesi, 1 de março de 1963) é um cardeal nigeriano da Igreja Católica, bispo de Ekwulobia.

## Biografia
Peter Ebere Okpaleke foi ordenado padre em 22 de agosto de 1992.
Em 7 de dezembro de 2012, o Papa Bento XVI o nomeou como bispo de Ahiara. O arcebispo de Owerri, Anthony John Valentine Obinna, o consagrou em 21 de maio de 2013, coadjuvado pelo arcebispo de Jos, Ignatius Ayau Kaigama e o arcebispo de Abuja, cardeal John Olorunfemi Onaiyekan.
Mesmo antes de sua ordenação, padres e leigos expressaram seu descontentamento com a nomeação de Okpaleke como bispo porque ele é de etnia igbo, enquanto a maioria dos católicos em sua diocese são mbaise, o que levou a conflitos étnicos lá. Seus oponentes argumentavam que o bispo de Ahiara deveria ser oriundo da própria diocese. Os jovens bloquearam a catedral de Ahiara, de modo que a consagração episcopal teve que ocorrer na vizinha Arquidiocese de Owerri.
Em julho de 2013, o Papa Francisco nomeou o cardeal Onaiyekan como administrador apostólico interinamente (até 2014). Em junho de 2017, o Papa Francisco exigiu que cada um dos sacerdotes da Diocese de Ahiara apresentasse uma declaração pessoal por escrito de lealdade ao Bispo Okpaleke, dirigida a ele (o Papa). Quem não cumprisse este requisito no prazo de 30 dias seria suspenso. Cerca de 200 sacerdotes da Diocese de Ahiara atenderam ao pedido do Papa.
A posse do bispo Okpaleke ainda estava pendente, mais de cinco anos após sua nomeação. Como o bispo Okpaleke não pode entrar em sua diocese, não houve ordenações sacerdotais. No início de 2018, 50 seminaristas da Diocese de Ahiara que haviam completado sua formação já esperavam para serem ordenados sacerdotes.
Em 19 de fevereiro de 2018, o Papa Francisco aceitou a renúncia de Peter Ebere Okpaleke à diocese de Ahiara. O bispo de Umuahia, Lucius Iwejuru Ugorji, foi nomeado administrador apostólico provisório.
Em 5 de março de 2020, o Papa Francisco o nomeou como primeiro bispo da diocese de Ekwulobia, estabelecida na mesma data. A entrada solene ocorreu em 29 de abril do mesmo ano.
Em 29 de maio de 2022, o Papa Francisco anunciou a sua criação como cardeal no consistório ocorrido em 27 de agosto. Recebeu o anel cardinalício, o barrete vermelho e o título de cardeal-presbítero de  Santos Mártires de Uganda em Poggio Ameno.